# Sylvestre Ossiala
 (septembre 2021).
Si vous disposez d'ouvrages ou d'articles de référence ou si vous connaissez des sites web de qualité traitant du thème abordé ici, merci de compléter l'article en donnant les références utiles à sa vérifiabilité et en les liant à la section « Notes et références ».
 (janvier 2021).
Sylvestre Ossiala, est un écrivain et homme politique congolais. Spécialiste de l'industrie pétrolière, il a été député à l'Assemblée nationale du Congo-Brazzaville de 2002 à 2017. Il a également été le deuxième vice-président de l'Assemblée nationale de 2012 à 2017.

## Carrière politique
Sylvestre Ossiala a étudié en France dans les années 1980 et a obtenu un diplôme en sciences de gestion de l'Université de Caen en 1987 et un diplôme en gestion pétrolière de l'Institut français du pétrole en 1988. Il a rédigé une thèse sur la «Stratégie optimale de production et de prix du pétrole. pays exportateurs» (Stratégie optimale de production et de prix pour les pays exportateurs d'hydrocarbures). Ossiala a travaillé dans l'industrie pétrolière au sein de la direction du budget et du contrôle de Bouygues Offshore de 1990 à 1992 puis au sein de la direction de la comptabilité et du droit d'ARCO de 1992 à 1993.
Sous la présidence de Pascal Lissouba, Ossiala a été nommé haut-commissaire aux hydrocarbures en 1993. Il est resté à ce poste jusqu'en 1994; par la suite, il a été conseiller en économie, revenus et contrats au ministère des Hydrocarbures de 1994 à 2002.
Aux élections législatives de mai 2002, Ossiala s'est présentée comme candidat du Rassemblement pour la démocratie et la République (RDR) pour la troisième circonscription de Talangaï, un district de Brazzaville. Le RDR faisait partie des Forces démocratiques unies (FDU), un groupement de partis soutenant le président Denis Sassou Nguesso. Ossiala a remporté le siège au deuxième tour de scrutin, tenu en juin 2002.
Il a attribué sa victoire au «contrat de loyauté qu'il a signé avec les électeurs» et à «la simplicité de ses discours et de ses actions» et a noté qu'il avait évité les «invectives personnelles» lors de sa campagne. À l'Assemblée nationale, Ossiala a rejoint la Commission de l'économie et des finances.
Une grande partie de la campagne d'Ossiala en 2002 était centrée sur la formation et l'emploi des jeunes. Plus tard en 2002, l'Agence de développement de Talangaï a commencé à travailler pour mettre en œuvre les promesses de campagne d'Ossiala en formant des jeunes à faire divers métiers. Conformément à ses promesses de campagne, il a également initié la construction d'un pont à Talangaï en octobre 2002, à la fois pour améliorer la mobilité dans le quartier et pour créer des emplois.
Rencontre avec les mandants le 20 juin 2003, Ossiala a discuté des travaux de la deuxième session ordinaire de l'Assemblée nationale. Lors de l'examen des lois sur la décentralisation, il a dit qu'il était important que les communautés locales deviennent plus autonomes dans la gestion de leurs problèmes, plutôt que de compter sur l'aide du gouvernement central. Les électeurs d'Ossiala ont soulevé des plaintes concernant les infrastructures sanitaires et éducatives, ainsi que la disponibilité de l'eau potable. Ossiala a répondu que le gouvernement central et le gouvernement municipal essaieraient de résoudre ces problèmes. Il a également inauguré le pont.
À la suite d'une autre promesse électorale, il a livré 250 000 francs CFA, ainsi que des fournitures scolaires, à l'école primaire Liberté de Talangaï le 7 janvier 2004.
Tout en poursuivant son travail à l'Assemblée nationale, Ossiala a commencé à donner un cours sur les questions liées à l'industrie pétrolière à l'Université Marien Ngouabi de Brazzaville en 2005.
Après que le RDR soit entré dans l'opposition, Ossiala a quitté le parti et a rejoint le Parti congolais du Travail (PCT) au pouvoir quelques mois avant les élections législatives de juin 2007. Lors de cette élection, il s'est présenté à la réélection à l'Assemblée nationale en tant que candidat du PCT dans la troisième circonscription de Talangaï. Il s'est classé premier au premier tour, obtenant 38,09% des voix, mais parce qu'il n'avait pas la majorité, il a dû affronter le candidat de la deuxième place, Oko Gantsebe, un candidat indépendant. Ossiala a remporté le siège au deuxième tour, tenu en août 2007, avec 61,30% des voix.
Peu de temps après le début de la réunion de l'Assemblée nationale pour sa nouvelle législature, Ossiala a été désignée comme l'un des 26 membres d'une commission ad hoc chargée de réviser le règlement intérieur et financier de l'Assemblée nationale le 5 septembre 2007. Ossiala a dirigé les travaux de la commission. , présidant son bureau exécutif de cinq membres. Une fois ces travaux préliminaires terminés, Ossiala a été élue présidente de la Commission de l'économie et des finances de l'Assemblée nationale le 18 septembre 2007. 
En juillet 2009, Ossiala a lancé une initiative pour financer de petits projets individuels pour environ 500 jeunes de sa circonscription au moyen de versements mensuels.
En tant que partisan du président Denis Sassou Nguesso, Ossiala a lancé une organisation appelée la Dynamique Ossiala pour le chemin d'avenir (Dynamique Ossiala pour le chemin d'avenir) lors d'une visite à ses électeurs le 6 mai 2010. L'organisation était destinée à servir de forum de discussion pour les résidents des quartiers 63 et 66 de Brazzaville dans le cadre du programme de développement du chemin d'avenir de Sassou Nguesso. Selon Ossiala, le but plus large de l'organisation était d'encourager les gens «à changer de mentalité, à avoir foi en l'avenir et à avoir de l'espoir». À la même occasion, il a fait don de générateurs, de téléviseurs et de congélateurs à certains électeurs, tout en promettant également d'installer deux écrans de télévision géants pour que ses électeurs puissent regarder la Coupe du monde de juin 2010 en Afrique du Sud.
Lors du sixième Congrès extraordinaire du PCT, tenu en juillet 2011, Ossiala a été élue au Comité central du PCT, composé de 471 membres. Lors des élections législatives de juillet 2012, Ossiala a été réélu à l'Assemblée nationale en tant que candidat du PCT dans la troisième circonscription de Talangaï; il a remporté le siège au premier tour de scrutin, recevant 65,95% des voix. Remerciant ses électeurs pour leur soutien continu, Ossiala a distribué la viande de trois bœufs aux partisans, disant que l'acte de partage symbolisait la victoire qu'il partageait avec ses électeurs. Lorsque l'Assemblée nationale a commencé à se réunir pour sa nouvelle législature, les députés ont élu Ossiala deuxième vice-président de l'Assemblée nationale le 5 septembre 2012.
L'action économique de Denis Sassou Nguesso: force et faiblesse (L'action économique de Denis Sassou N'Guesso: force et faiblesse), un livre écrit par Ossiala sur les différents plans de développement menés pendant le mandat de Sassou Nguesso, a été publié en 2013.
Pour les élections législatives de juillet 2017, Ossiala a été remplacé par Pierre Obambi comme candidat du PCT dans la troisième circonscription de Talangaï.

## Œuvres
Sylvestre Ossiala est un écrivain congolais qui a publié plusieurs livres sur les problèmes économiques de la République du Congo.
- L'Action économique du Président Denis Sassou-Nguesso
- Pétrole: Négociation et Fiscalité dans les pays en développement
- Responsabilité managériale des entreprises de l'OHADA et Contrats pétroliers
- Management de l'émergence et de la diversification en Afrique